# Jeffrey Scott Grob
Jeffrey Scott Grob (Madison, 19 marzo 1961) è un arcivescovo cattolico statunitense, dal 4 novembre 2024 arcivescovo metropolita di Milwaukee.

## Biografia
Jeffrey Scott Grob è nato a Madison, in Wisconsin, il 19 marzo 1961 ed è l'unico figlio di Gerald Grob e Bonnie, nata Meinholz, entrambi allevatori di mucche da latte.

### Formazione e ministero sacerdotale
Ha frequentato la Saint Francis Xavier School a Cross Plains. Sentendosi chiamato al presbiterato, ha proseguito gli studi all'Holy Name High School Seminary a Madison dal 1976 al 1980.
In seguito ha studiato nel seminario dell'arciabbazia di Saint Meinrad dal 1980 al 1982; presso il Pontificio Collegio Josephinum a Columbus dal 1985 al 1987, dove ha conseguito il Bachelor of Arts in studi religiosi; presso la Saint John's University a Collegeville nel 1988 e infine presso l'University of Saint Mary of the Lake Seminary come alunno del seminario di Mundelein presso la quale ha ottenuto il Master of Divinity nel 1992.
Il 23 maggio 1992 è stato ordinato presbitero per l'arcidiocesi di Chicago nella cattedrale arcidiocesana dal cardinale Joseph Louis Bernardin. Poco dopo, l'arcidiocesi ha assegnato Grob come residente e vicario parrocchiale della parrocchia delle Sante Fede, Speranza e Carità a Winnetka. Nel 1994, ha assunto la responsabilità aggiuntiva di assistente del cancelliere arcivescovile. Nel 1999 ha ottenuto la licenza in sacra teologia presso l'University of St. Mary of the Lake.
Ha quindi lasciato Winnetka per frequentare l'Università di San Paolo a Ottawa. Nei fine settimana, svolgeva incarichi pastorali presso la parrocchia di San Basilio a Ottawa. Nel 2000 ha ottenuto la licenza in diritto canonico. Durante questo periodo ha anche assistito l'esorcista arcidiocesano nel rispondere e valutare le persone che cercavano la sua assistenza.
Tornato in diocesi, il cardinale Francis Eugene George lo ha nominato giudice della corte d'appello della provincia ecclesiastica di Chicago e vicario aggiunto dell'ufficio per i servizi canonici nel 2003 e parroco della parrocchia di Sant'Anna a Hazel Crest nel 2005.
Poco dopo, è tornato a Ottawa mentendo gli incarichi di curia. Ha conseguito il dottorato in diritto canonico presso l'Università di San Paolo nel 2007 con uno studio comparativo delle versioni del 1614 e del 1998 del rito dell'esorcismo, e il dottorato di ricerca in filosofia presso l'Università di Ottawa.
Tornato a Chicago, è stato parroco della parrocchia di San Celestino a Elmwood Park dal 2008 al 2013, decano del decanato IV-D dal 2008 al 2009, vicario giudiziale dal 2013 al 2015, cancelliere arcivescovile dal 2015 al 2017 e di nuovo vicario giudiziale dal 2017.

### Ministero episcopale

Stemma di monsignor Grob come vescovo ausiliare di Chicago.

L'11 settembre 2020 papa Francesco lo ha nominato vescovo ausiliare di Chicago, assegnandogli la sede titolare di Abora. L'11 novembre successivo ha emesso la professione di fede e pronunciato il suo giuramento di fedeltà alla Sede Apostolica nella cappella di San Giacomo dell'Archbishop Quigley Center di Chicago. Ha ricevuto l'ordinazione episcopale il 13 dello stesso mese nella cattedrale del Santo Nome a Chicago dal cardinale Blase Joseph Cupich, arcivescovo metropolita di Chicago, co-consacranti i vescovi ausiliari di Chicago Joseph Nathaniel Perry e John Raymond Manz.
Ha prestato servizio come vicario episcopale del I vicariato.
Il 4 novembre 2024 lo stesso pontefice lo ha promosso arcivescovo metropolita di Milwaukee, succedendo a Jerome Edward Listecki, ritiratosi per raggiunti limiti d'età, già suo docente di teologia morale in seminario. Il 18 dicembre successivo si è congedato dall'arcidiocesi di Chicago con una messa celebrata nella chiesa di San Giuseppe a Libertyville. Ha preso possesso della diocesi il 14 gennaio successivo con una cerimonia tenutasi nella cattedrale di San Giovanni Evangelista a Milwaukee.
In seno alla Conferenza dei vescovi cattolici degli Stati Uniti è membro del comitato per gli affari canonici. In precedenza è stato membro del sottocomitato per la cura pastorale dei migranti, dei rifugiati e dei viaggiatori dal novembre del 2021 al novembre del 2024  e del comitato per la protezione dei bambini e dei giovani in rappresentanza della regione ecclesiastica VII.

## Opere
- Jeffrey Scott Grob, A major revision of the discipline on exorcism: A comparative study of the liturgical laws in the 1614 and 1998 Rites of Exorcism, 2008,  p. v, 223, ISBN 978-0494324264. URL consultato il 17 gennaio 2025.

## Genealogia episcopale
La genealogia episcopale è:
- Cardinale Scipione Rebiba
- Cardinale Giulio Antonio Santori
- Cardinale Girolamo Bernerio, O.P.
- Arcivescovo Galeazzo Sanvitale
- Cardinale Ludovico Ludovisi
- Cardinale Luigi Caetani
- Cardinale Ulderico Carpegna
- Cardinale Paluzzo Paluzzi Altieri degli Albertoni
- Papa Benedetto XIII
- Papa Benedetto XIV
- Papa Clemente XIII
- Cardinale Marcantonio Colonna
- Cardinale Giacinto Sigismondo Gerdil, B.
- Cardinale Giulio Maria della Somaglia
- Cardinale Carlo Odescalchi, S.I.
- Cardinale Costantino Patrizi Naro
- Cardinale Lucido Maria Parocchi
- Papa Pio X
- Papa Benedetto XV
- Papa Pio XII
- Cardinale Francis Joseph Spellman
- Cardinale Terence James Cooke
- Vescovo Howard James Hubbard
- Arcivescovo Harry Joseph Flynn
- Cardinale Blase Joseph Cupich
- Arcivescovo Jeffrey Scott Grob